# Red (bài hát của Taylor Swift)
"Red" là một bài hát của nữ ca sĩ-nhạc sĩ người Mỹ Taylor Swift. Bài hát được phát hành vào ngày 2 tháng 10 năm 2012 bởi hãng thu âm Big Machine dưới dạng tải kỹ thuật số. Đây là một trong những đĩa đơn quảng bá cho album phòng thu thứ tư của Swift, Red (2012). Bài hát đạt vị trí #6 trên bảng xếp hạng Billboard Hot 100 của Mỹ và #2 trên bảng xếp hạng Hot Country Songs. Ngoài ra, bài hát còn lọt vào tốp 5 tại Canada và được xếp hạng tại Úc, Pháp, Ireland, New Zealand, Tây Ban Nha và Liên hiệp Anh.

## Đánh giá chuyên môn
Bài hát được đánh giá tích cực từ các nhà phê bình âm nhạc, hầu hết ca ngợi phần ca từ mạnh mẽ do Swift sáng tác, tuy nhiên họ lại chỉ trích về việc Swift sử dụng autotune (dụng cụ trợ âm) trong một phần của bài hát và không chấp nhận việc Swift sử dụng quá nhiều thể loại nhạc trong một ca khúc.

## Biểu diễn trực tiếp
Taylor Swift biểu diễn bài hát trực tiếp lần đầu tiên trên BBC Radio Teen Awards vào ngày 7 tháng 10 năm 2012, được tổ chức tại Wembley Arena, London.

## Xếp hạng
| Bảng xếp hạng (2012)                 | Vị trí cao nhất |
| ------------------------------------ | --------------- |
| Úc (ARIA)                            | 30              |
| Canada (Canadian Hot 100)            | 5               |
| Pháp (SNEP)                          | 103             |
| Ireland (IRMA)                       | 25              |
| New Zealand (Recorded Music NZ)      | 14              |
| Tây Ban Nha (PROMUSICAE)             | 46              |
| Anh Quốc (OCC)                       | 26              |
| Hoa Kỳ Billboard Hot 100             | 6               |
| Hoa Kỳ Hot Country Songs (Billboard) | 2               |

## "Red (Taylor's Version)"
Swift thu âm lại bài hát cho album tái thu âm của cô, Red (Taylor's Version), được Republic Records phát hành vào ngày 12 tháng 11 năm 2021.

### Bảng xếp hạng
| Bảng xếp hạng (2021)                 | Vị trí cao nhất |
| ------------------------------------ | --------------- |
| Úc (ARIA)                            | 12              |
| Canada (Canadian Hot 100)            | 12              |
| Thế giới Global 200 (Billboard)      | 13              |
| Ireland (IRMA)                       | 9               |
| Malaysia (RIM)                       | 13              |
| New Zealand (Recorded Music NZ)      | 15              |
| Bồ Đào Nha (AFP)                     | 88              |
| Singapore (RIAS)                     | 4               |
| Nam Phi (RISA)                       | 78              |
| Hàn Quốc Download (Gaon)             | 170             |
| Hàn Quốc BGM (Gaon)                  | 96              |
| Anh Quốc (OCC)                       | 22              |
| Hoa Kỳ Billboard Hot 100             | 25              |
| Hoa Kỳ Hot Country Songs (Billboard) | 5               |

### Chứng nhận
| Quốc gia                                                    | Chứng nhận | Số đơn vị/doanh số chứng nhận |
| ----------------------------------------------------------- | ---------- | ----------------------------- |
| Úc (ARIA)                                                   | Vàng       | 35.000‡                       |
| Anh Quốc (BPI)                                              | Bạc        | 200.000‡                      |
| ‡ Chứng nhận dựa theo doanh số tiêu thụ và phát trực tuyến. |            |                               |